# Čaglica
Čaglica (en cyrillique : Чаглица) est un village de Bosnie-Herzégovine. Il est situé dans la municipalité de Velika Kladuša, dans le canton d'Una-Sana et dans la fédération de Bosnie-et-Herzégovine. Selon les premiers résultats du recensement bosnien de 2013, il compte 723 habitants.

## Géographie
Le village est situé à la confluence de la rivière Rašnica et de la Čaglica.

## Démographie

### Évolution historique de la population dans la localité
| 1948 | 1953 | 1961 | 1971 | 1981 | 1991 | 2013 |
| ---- | ---- | ---- | ---- | ---- | ---- | ---- |
| -    | -    | 628  | 685  | 709  | 773  | 723  |

|  |